# Marblepsis pirgula
Marblepsis pirgula är en fjärilsart som beskrevs av Erich Martin Hering 1926. Marblepsis pirgula ingår i släktet Marblepsis och familjen tofsspinnare. Inga underarter finns listade i Catalogue of Life.